# Йодль, Фердинанд

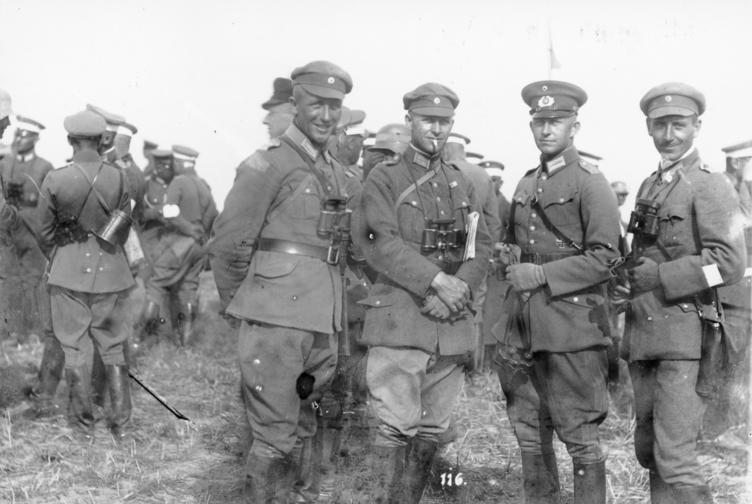
Фердинанд (второй слева, с сигаретой) и Альфред Йодли на маневрах. 1926 год

Фердинанд Йодль (нем. Ferdinand Jodl; 23 ноября 1896 — 9 июня 1956) — немецкий генерал горнострелковых войск (1 сентября 1944 года), младший брат Альфреда Йодля. Братья Йодль были племянниками философа, Фридриха Йодля.

## До Второй мировой войны
После начала Первой мировой войны, 15 августа 1914 года поступил на военную службу фенрихом (кандидат в офицеры) в 4-й Баварский полк полевой артиллерии. В октябре 1915 года награждён Железным крестом 2-го класса, с ноября 1915 года получил звание лейтенанта. С января 1918 года — командир батареи. В июне 1918 года награждён Железным крестом 1-го класса. Всю войну провёл на Западном фронте.
После войны служил в армии Веймарской республики. В 1919 году был помощником начальника артиллерии во фрайкорпусе Хирля. К началу Второй мировой войны имел звание подполковника, и был начальником оперативного управления штаба 12-го корпуса.

## Во Вторую мировую войну
В 1939—1940 годах служил на Западном фронте. Во время захвата Франции — начальник штаба 12-го корпуса. 1 ноября 1940 года присвоено звание полковника. За неделю до этого получил должность начальника штаба 49-го горнострелкового корпуса, которому было поручено захватить Гибралтар. Через некоторое время план захвата Гибралтара был отвергнут ОКХ. В 1941 году Ф. Йодль служил в немецкой военной миссии в Албании.
С января 1942 года — начальник штаба армии «Норвегия» (позже переименованной в армию «Лапландия», затем в 20-ю горную армию), воевавшей в Советском Заполярье.
С февраля 1942 года — генерал-майор, в апреле 1943 года награждён Немецким Золотым крестом, с сентября 1943 — генерал-лейтенант.
С апреля 1944 года — командующий 19-м горнострелковым корпусом. С 1 сентября 1944 года — в звании генерала горнострелковых войск. Во время отхода в Северную Норвегию из Северной России и Финляндии, несмотря на непрерывные атаки советских войск, Йодль благополучно смог провести отступление. В ноябре 1944 года 19-й горный корпус был переименован в армейскую группу «Нарвик». В январе 1945 года Ф. Йодль награждён Рыцарским крестом.
9 мая 1945 года сдался британским войскам. Отпущен из плена в июле 1947 года.

## После войны
После войны Фердинанду Йодлю не было предъявлено никаких обвинений. Остаток жизни он провел в Западной Германии и умер в Эссене в 1956 году.

## Награды
- Железный крест (1914) 2-го и 1-го класса (королевство Пруссия)[2]
- Почётный крест ветерана войны с мечами (нацистская Германия)[2]
- Медаль «За выслугу лет в вермахте» 4-го, 3-го, 2-го и 1-го класса (2 октября 1936 нацистская Германия)[2]
- Пряжка к Железному кресту 2-го класса (2 октября 1939)[2]
- Пряжка к Железному кресту 1-го класса (6 сентября 1940)[2]
- Орден Креста Победы 3-й степени (24 июля 1941, Первая Словацкая республика)[2]
- Орден Звезды Румынии командорский крест (5 ноября 1941, королевство Румыния)[2]
- Орден Креста Свободы 1-й степени с мечами (25 марта 1942, Финляндская республика)[2]
- Немецкий крест в золоте (11 апреля 1943)[2]
- Рыцарский крест железного креста (13 января 1945)[2]